# Arkadij Rotenberg
Arkadij Romanowicz Rotenberg (ros. Аркадий Романович Ротенберг; ur. 15 grudnia 1951 w Leningradzie) – rosyjski biznesmen, oligarcha. Zawodnik i trener judo, działacz sportowy.

## Życiorys
Urodził się w rodzinie żydowskiego pochodzenia. Uprawiał judo, z tego także względu został bliskim znajomym Władimira Putina. Ukończył Leningradzki Państwowy Uniwersytet Kultury Fizycznej im. P. F. Lesgafta, uzyskał tytuł doktora nauk pedagogicznych, po czym przez 15 lat pracował jako trener judo i sambo.
W 2001 założył wraz z bratem Borisem bank SMP.
W 2013 został członkiem Międzynarodowej Federacji Judo.
Jego przedsiębiorstwa wykonywały prace przy budowie infrastruktury Zimowych Igrzysk Olimpijskich 2014 w Soczi. Został objęty sankcjami krajów skupionych wobec działań Rosji po kryzysie krymskim.
Od 23 sierpnia 2012 do połowy 2015 był prezesem klubu hokejowego Dinamo Moskwa. Członek i przewodniczący rady dyrektorów rozgrywek KHL. Został prezesem zarządu Federacji Hokeja Rosji.
Na liście najbogatszych ludzi świata magazynu „Forbes” z 2014 znalazł się na 27. miejscu wśród obywateli rosyjskich.
Jego syn Pawieł (ur. 2000) został hokeistą.

## Odznaczenia i wyróżnienia
- Zasłużony Trener
- Zasłużony Pracownik Kultury Fizycznej Federacji Rosyjskiej
- Nagroda Walentina Sycza w edycji KHL (2012/2013) (przyznawana prezesowi, który w sezonie kierował najlepiej klubem)
- Order Przyjaźni (2013)